# Slade in Flame
Slade in Flame es la banda sonora de la película del mismo nombre, publicada por la banda de rock británica Slade el 29 de noviembre de 1974. El álbum alcanzó la posición #6 en las listas de éxitos británicas y produjo dos sencillos, "Far Far Away", y "How Does it Feel".

## Lista de canciones
- Todas compuestas por Noddy Holder y Jim Lea.

1. "How Does It Feel?"
2. "Them Kinda Monkeys Can't Swing"
3. "So Far So Good"
4. "Summer Song (Wishing You Were Here)"
5. "O.K. Yesterday Was Yesterday"
6. "Far Far Away"
7. "This Girl"
8. "Lay It Down"
9. "Heaven Knows"
10. "Standin' on the Corner"

## Créditos
- Noddy Holder - voz, guitarra
- Dave Hill - guitarra
- Jim Lea - bajo, piano
- Don Powell - batería